# Визовая политика КНДР

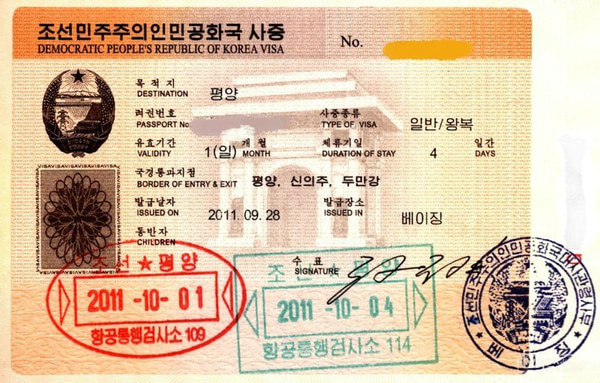
Северокорейская виза, выданная в Китае

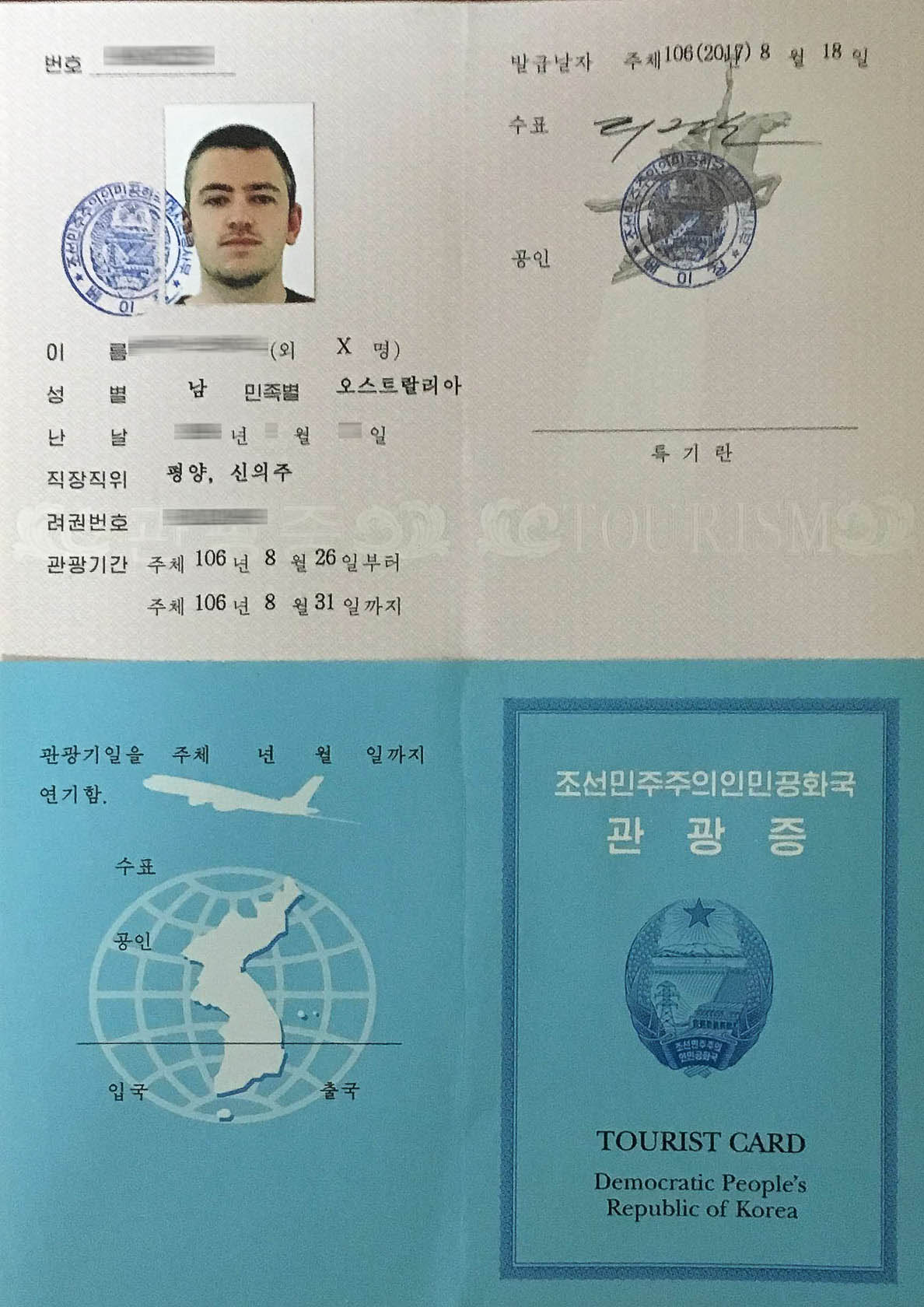
Северокорейская туристическая виза в виде туристической карты

Визовая политика Корейской Народно-Демократической Республики состоит из требований, предъявляемых к иностранным гражданам для поездок в Северную Корею, въезда в данную страну и пребывания в ней. В соответствии с законом, для посещения КНДР гражданам всех стран требуется получить визу в одной из дипломатических миссий КНДР. Всем посетителям (кроме граждан Южной Кореи), которые едут в Северную Корею в туристических целях, требуется предварительное разрешение от туристического агентства, зарегистрированного в Государственном генеральном бюро по туризму. Северокорейские туристические визы оформляются в виде туристической карты или на отдельном листе для других типов виз, при этом никаких штампов в паспорте не ставится.

## Карта визовой политики

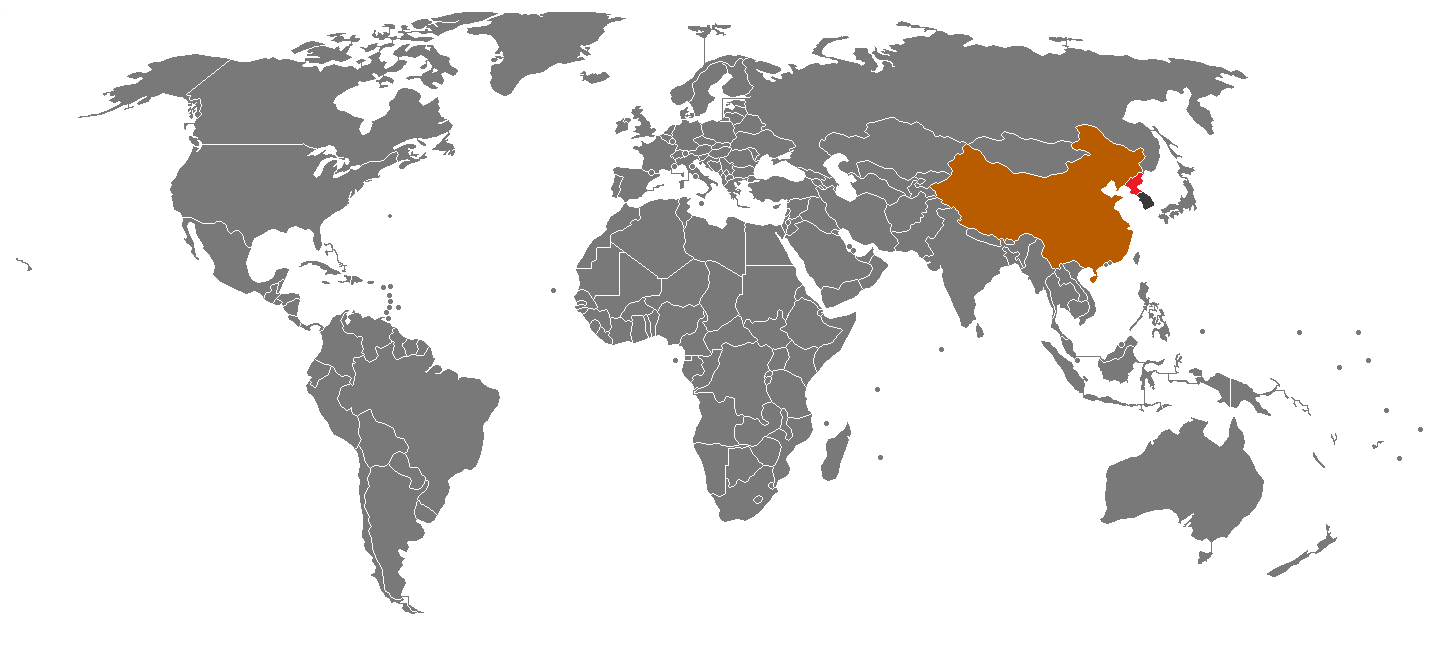
Визовая политика КНДР
КНДР
Требуется получение визы
Требуется получение визы, имеются некоторые послабления
Иной режим въезда

## Безвизовый въезд
Граждане Китая, не имея северокорейской визы, с обычными паспортами или с китайским удостоверением личности могут посетить округ Тонгрим в качестве туристов на срок до двух дней. Они также без визы могут посетить Синыйджу для однодневной поездки.

### Въезд по дипломатическим паспортам
Владельцам дипломатических и служебных паспортов следующих стран разрешается посещать КНДР, не имея визы:
Бессрочное пребывание
- Кыргызстан

90 дней
- Беларусь
- Болгария
- Монголия
- Россия

30 дней
- Вьетнам
- Зимбабве
- Иран
- Китай
- Куба
- Лаос
- Мьянма
- Сингапур
- Сербия
- Таджикистан
- Черногория

14 дней
- Индонезия

## Ограничения на въезд
Граждане Южной Кореи, желающие посетить Северную Корею, не могут использовать южнокорейские паспорта для поездки в Северную Корею. Вместо этого они должны получить разрешение от правительства Южной Кореи, после чего предоставить свидетельство о посещении КНДР, карту выезда сотруднику иммиграционной службы Северной Кореи в порту въезда и пройти иммиграционную проверку.